# Oleksandr Fedenko
Oleksandr Fedenko, född den 20 december 1970 i Kiev, Ukrainska SSR, Sovjetunionen, är en ukrainsk tävlingscyklist som tog OS-silver i lagförföljelsen vid olympiska sommarspelen 2000 i Sydney. 